# Баталінське джерело
Бата́лінське джерело́ (за ім'ям російського вченого Ф. О. Баталіна) — мінеральне джерело за 5 км на північний схід від міста П'ятигорська. Вода гірко-солона, з великим вмістом сірчанокислого натрію та магнію. Використовується як м'яко діюче проносне при хронічних запорах, хворобах печінки, шлунка та інше; пригнічує секрецію шлункового соку.